# Nesberg
Nesberg est une localité du comté de Nordland, en Norvège.

## Géographie
Administrativement, Nesberg fait partie de la kommune de Hamarøy.